# Nawapolcy
Nawapolcy (biał. Навапольцы; ros. Новопольцы) – wieś na Białorusi, w obwodzie mińskim, w rejonie stołpeckim, w sielsowiecie Wiśniowiec.
Dawniej część wsi Howiezna. W dwudziestoleciu międzywojennym wieś leżała w Polsce, w województwie nowogródzkim, w powiecie nieświeskim. W 1964 zmieniono nazwę na obecną.